# 한국효문화진흥원
한국효문화진흥원(韓國孝文化進興院, Korea Institute of HYO Culture Promotion)은 효문화 진흥과 관련된 사업과 활동을 지원하고 장려하기 위하여 설립된 기관이다. 대전광역시 중구 뿌리공원로 45에 있다.

## 설립 근거
- 효행 장려 및 지원에 관한 법률 제7조[2]

## 연혁
- 2017년 3월: 대전효문화진흥원 개원
- 2017년 7월: 지방출자출연기관 지정
- 2018년 3월: 개원 1주년 기념 세미나 개최
- 2019년 3월: 보건복지부, 한국효문화진흥원 명칭관련 정관변경 허가
- 2019년 4월: 대전시의회, 한국효문화진흥원으로 명칭 변경 허가
- 2019년 4월: 한국효문화진흥원 새출발 기념식 개최

## 이사회
- 감사

#### 원장
- 운영위원회

##### 사무처장
- 경영기획부
- 교육홍보부
- 운영지원부
- 효문화연구단